# Liste der U-23-Europameister im Rennrodeln
Die U-23-Europameisterschaft im Rennrodeln ist eine seit 2020 analog zu den schon 2011 eingeführten U23-Weltmeisterschaften vorgenommene Sonderwertung im Rahmen der Rennrodel-Europameisterschaften. In dieser Wertung werden junge Rodlerinnen und Rodler, die vor einem bestimmten Stichtag geboren wurden und im Allgemeinen zum Zeitpunkt der Weltmeisterschaften maximal 22 Jahre alt waren, in Ausnahmen auch aufgrund der Stichtagregelung etwas älter, gewertet. Die bestplatzierten Teilnehmer werden U-23-Weltmeister, die beiden weiteren Schnellsten gewinnen die Silber- und die Bronzemedaille. Da die Europameisterschaften schon seit längerer Zeit als Race-in-Race im Rahmen einer Station des Rennrodel-Weltcups stattfindet, können in diese Wertung nur Starter kommen, die im Rahmen dieses Weltcuprennens beziehungsweise das zugehörigen Qualifikationsrennens im Nationencup bestritten haben.
Erfolgreichste Medaillengewinnerin ist die Lettin Elīna Ieva Vītola mit insgesamt 3 Goldmedaillen. Als bisher einzige Rodler drei Medaillen gewonnen und mit je einmal Gold, Silber und Bronze dabei einen kompletten Medaillensatz erfahren haben der Deutsche Max Langenhan sowie der Lette Gints Bērziņš.

## Einsitzer weiblich
| U23-Europameisterschaften | U23-Europameisterschaften | Gold              | Silber         | Bronze           |
| ------------------------- | ------------------------- | ----------------- | -------------- | ---------------- |
| 2020                      | Lillehammer               | Madeleine Egle    | Jessica Tiebel | Anna Berreiter   |
| 2021                      | Sigulda                   | Elīna Ieva Vītola | Madeleine Egle | Julianna Tunyzka |
| 2022                      | St. Moritz                | Elīna Ieva Vītola | Anna Berreiter | Verena Hofer     |
| 2023                      | Sigulda                   | Elīna Ieva Vītola | Merle Fräbel   | Sigita Bērziņa   |
| 2024                      | Innsbruck                 | Verena Hofer      | Merle Fräbel   | Melina Fischer   |

## Einsitzer männlich
| U23-Europameisterschaften | U23-Europameisterschaften | Gold              | Silber            | Bronze            |
| ------------------------- | ------------------------- | ----------------- | ----------------- | ----------------- |
| 2020                      | Lillehammer               | Kristers Aparjods | Jonas Müller      | Max Langenhan     |
| 2021                      | Sigulda                   | Max Langenhan     | Gints Bērziņš     | Moritz Bollmann   |
| 2022                      | St. Moritz                | Leon Felderer     | Max Langenhan     | Gints Bērziņš     |
| 2023                      | Sigulda                   | Gints Bērziņš     | David Nößler      | Timon Grancagnolo |
| 2024                      | Innsbruck                 | Gints Bērziņš     | Timon Grancagnolo | David Nößler      |

## Doppelsitzer männlich
| U23-Europameisterschaften | U23-Europameisterschaften | Gold                                             | Silber                                          | Bronze                                   |
| ------------------------- | ------------------------- | ------------------------------------------------ | ----------------------------------------------- | ---------------------------------------- |
| 2020                      | Lillehammer               | ItalienIvan Nagler Fabian Malleier               | RusslandWsewolod Kaschkin Konstantin Korschunow | UkraineIhor Stachiw Andrij Lyssezkyj     |
| 2021                      | Sigulda                   | LettlandMārtiņš Bots Roberts Plūme               | RusslandWsewolod Kaschkin Konstantin Korschunow | ItalienIvan Nagler Fabian Malleier       |
| 2022                      | St. Moritz                | LettlandMārtiņš Bots Roberts Plūme               | ÖsterreichJuri Gatt Riccardo Schöpf             | SlowakeiTomáš Vaverčák Matej Zmij        |
| 2023                      | Sigulda                   | LettlandEduards Ševics-Mikeļševics Lūkass Krasts | ÖsterreichJuri Gatt Riccardo Schöpf             | Nicht vergeben, da nur zwei Starter      |
| 2024                      | Innsbruck                 | ÖsterreichJuri Gatt Riccardo Schöpf              | LettlandRaimonds Baltgalvis Vitālijs Jegorovs   | DeutschlandMoritz Jäger Valentin Steudte |

## Doppelsitzer weiblich
| U23-Europameisterschaften | U23-Europameisterschaften | Gold                                      | Silber                                           | Bronze                          |
| ------------------------- | ------------------------- | ----------------------------------------- | ------------------------------------------------ | ------------------------------- |
| 2023                      | Sigulda                   | LettlandAnda Upīte Sanija Ozoliņa         | DeutschlandJessica Degenhardt Cheyenne Rosenthal | ÖsterreichSelina Egle Lara Kipp |
| 2024                      | Innsbruck                 | LettlandMarta Robežniece Kitija Bogdanova | ÖsterreichLisa Zimmermann Dorothea Schwarz       | ÖsterreichSelina Egle Lara Kipp |

## Statistik

### Erfolgreichste Athleten
- Platzierung: Gibt die Reihenfolge der Athleten wieder. Diese wird durch die Anzahl der Goldmedaillen bestimmt. Bei gleicher Anzahl werden die Silbermedaillen verglichen und anschließend die errungenen Bronzemedaillen.
- Name: Nennt den Namen des Athleten.
- Land: Nennt das Land, für das der Athlet startete.
- Von: Das Jahr, in dem der Athlet die erste Medaille gewonnen hat.
- Bis: Das Jahr, in dem der Athlet die letzte Medaille gewonnen hat.
- Gold: Nennt die Anzahl der gewonnenen Goldmedaillen.
- Silber: Nennt die Anzahl der gewonnenen Silbermedaillen.
- Bronze: Nennt die Anzahl der gewonnenen Bronzemedaillen.
- Gesamt: Nennt die Anzahl aller gewonnenen Medaillen.
- Zur besseren Übersichtlichkeit werden nur die 25 besten Männer und 20 besten Frauen aufgeführt.
- Medaillen aus dem Teamwettbewerb wurden bei der Übersicht nicht berücksichtigt.

#### Frauen-Einsitzer
| Platz          | Name              | Land        | Von  | Bis  | Gold | Silber | Bronze | Gesamt |
| -------------- | ----------------- | ----------- | ---- | ---- | ---- | ------ | ------ | ------ |
| 1              | Elīna Ieva Vītola | Lettland    | 2021 | 2023 | 3    | –      | –      | 3      |
| 2              | Madeleine Egle    | Österreich  | 2020 | 2021 | 1    | 1      | –      | 2      |
| 3              | Verena Hofer      | Italien     | 2022 | 2024 | 1    | –      | 1      | 2      |
| 4              | Merle Fräbel      | Deutschland | 2023 | 2024 | –    | 2      | –      | 2      |
| 5              | Anna Berreiter    | Deutschland | 2020 | 2022 | –    | 1      | 1      | 2      |
| 6              | Jessica Tiebel    | Deutschland | 2020 | 2020 | –    | 1      | –      | 1      |
| 7              | Julianna Tunyzka  | Ukraine     | 2021 | 2021 | –    | –      | 1      | 1      |
| 7              | Sigita Bērziņa    | Lettland    | 2023 | 2023 | –    | –      | 1      | 1      |
| 7              | Melina Fischer    | Deutschland | 2024 | 2024 | –    | –      | 1      | 1      |
| Stand: EM 2024 |                   |             |      |      |      |        |        |        |

#### Männer-Einsitzer
| Platz          | Name              | Land        | Von  | Bis  | Gold | Silber | Bronze | Gesamt |
| -------------- | ----------------- | ----------- | ---- | ---- | ---- | ------ | ------ | ------ |
| 1              | Gints Bērziņš     | Lettland    | 2021 | 2022 | 2    | 1      | 1      | 4      |
| 2              | Max Langenhan     | Deutschland | 2020 | 2022 | 1    | 1      | 1      | 3      |
| 3              | Kristers Aparjods | Lettland    | 2020 | 2020 | 1    | –      | –      | 1      |
| 3              | Leon Felderer     | Italien     | 2022 | 2022 | 1    | –      | –      | 1      |
| 5              | David Nößler      | Deutschland | 2023 | 2023 | –    | 1      | 1      | 1      |
| 5              | Timon Grancagnolo | Deutschland | 2023 | 2023 | –    | 1      | 1      | 1      |
| 7              | Jonas Müller      | Österreich  | 2020 | 2020 | –    | 1      | –      | 1      |
| 8              | Moritz Bollmann   | Deutschland | 2021 | 2021 | –    | –      | 1      | 1      |
| Stand: EM 2024 |                   |             |      |      |      |        |        |        |

#### Herren-Doppelsitzer
| Platz          | Name                                       | Land        | Von  | Bis  | Gold | Silber | Bronze | Gesamt |
| -------------- | ------------------------------------------ | ----------- | ---- | ---- | ---- | ------ | ------ | ------ |
| 1              | Mārtiņš Bots & Roberts Plūme               | Lettland    | 2021 | 2022 | 2    | –      | –      | 2      |
| 2              | Juri Gatt & Riccardo Schöpf                | Österreich  | 2022 | 2022 | 1    | 2      | –      | 3      |
| 3              | Ivan Nagler & Fabian Malleier              | Italien     | 2020 | 2021 | 1    | –      | 1      | 2      |
| 4              | Eduards Ševics-Mikeļševics & Lūkass Krasts | Lettland    | 2023 | 2023 | 1    | –      | –      | 1      |
| 5              | Wsewolod Kaschkin & Konstantin Korschunow  | Russland    | 2020 | 2021 | –    | 2      | –      | 2      |
| 6              | Raimonds Baltgalvis & Vitālijs Jegorovs    | Lettland    | 2024 | 2024 | –    | 1      | –      | 1      |
| 7              | Ihor Stachiw & Andrij Lyssezkyj            | Ukraine     | 2020 | 2020 | –    | –      | 1      | 1      |
| 7              | Tomáš Vaverčák & Matej Zmij                | Slowakei    | 2022 | 2022 | –    | –      | 1      | 1      |
| 7              | Moritz Jäger & Valentin Steudte            | Deutschland | 2024 | 2024 | –    | –      | 1      | 1      |
| Stand: EM 2024 |                                            |             |      |      |      |        |        |        |

#### Damen-Doppelsitzer
| Platz          | Name                                    | Land        | Von  | Bis  | Gold | Silber | Bronze | Gesamt |
| -------------- | --------------------------------------- | ----------- | ---- | ---- | ---- | ------ | ------ | ------ |
| 1              | Anda Upīte & Sanija Ozoliņa             | Lettland    | 2021 | 2022 | 1    | –      | –      | 1      |
| 1              | Marta Robežniece & Kitija Bogdanova     | Lettland    | 2024 | 2024 | 1    | –      | –      | 1      |
| 3              | Jessica Degenhardt & Cheyenne Rosenthal | Deutschland | 2020 | 2021 | –    | 1      | –      | 1      |
| 3              | Lisa Zimmermann & Dorothea Schwarz      | Österreich  | 2024 | 2024 | –    | 1      | –      | 1      |
| 5              | Selina Egle & Lara Kipp                 | Österreich  | 2023 | 2023 | –    | –      | 2      | 2      |
| Stand: EM 2024 |                                         |             |      |      |      |        |        |        |

### Medaillenspiegel
| 01 | Lettland    | 3 | – | 1 | 3 | 3 | 1 | 1 | 5 | 3 | 1 | – | 4 | 2 | – | – | 2 | 11 | 2 | 2 | 15 |
| 02 | Italien     | 1 | – | 1 | 1 | 1 | – | – | 1 | 1 | – | 1 | 2 | – | – | – | – | 3  | – | 2 | 5  |
| 03 | Deutschland | – | 4 | 2 | 6 | 1 | 3 | 4 | 8 | – | – | 1 | 1 | – | 1 | – | 1 | 1  | 8 | 7 | 16 |
| 04 | Österreich  | 1 | 1 | – | 2 | – | 1 | – | 1 | 1 | 2 | – | 3 | – | 1 | 2 | 3 | 2  | 5 | 2 | 9  |
| 05 | Russland    | – | – | – | – | – | – | – | – | – | 2 | – | 2 | – | – | – | – | –  | 2 | – | 2  |
| 06 | Ukraine     | – | – | 1 | 1 | – | – | – | – | – | – | 1 | 1 | – | – | – | – | –  | – | 1 | 1  |
| 07 | Slowakei    | – | – | – | – | – | – | – | – | – | – | 1 | 1 | – | – | – | – | –  | – | 1 | 1  |

Stand: EM 2024